# Conk

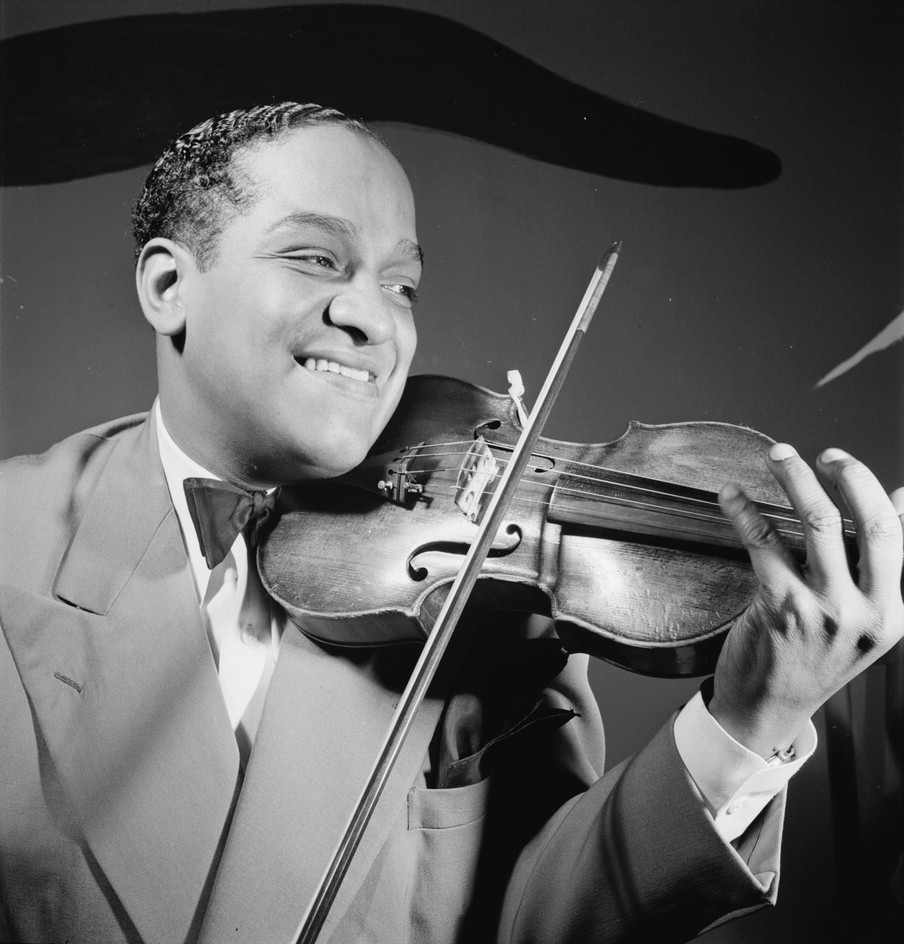
Jazzviolinisten Eddie South, 1946.

En conk (härlett från congolene, en relaxergel gjord på lut som slätar ut krulligt hår) var en frisyr populär bland afroamerikanska män från 1920-talet och till 1960-talet. Frisyren krävde att man behandlade naturligt afrohår med en kemisk relaxer (vilket ibland kunde vara rent, frätande lut), så att det uträtade håret sedan kunde behandlas på olika sätt. Ofta tillverkades relaxern i hemmet på en blandning av lut, ägg och potatis och blandades in i håret av en person som var tvungen att bära handskar på grund av mixturens frätande egenskaper.
En conk kunde ofta formas till en så kallad pompadourfrisyr även om vissa män helt enkelt kammade håret bakåt. Frisyren krävde viss ansträngning för att upprätthålla eftersom svett kunde lösa upp relaxern och nyväxt hår inte var påverkat av medlet, vilket krävde upprepade behandlingar. 
Flera av periodens populära musiker, som Chuck Berry,  Louis Jordan, Little Richard, James Brown, The Temptations och The Miracles, bar conkfrisyr. Frisyren fördömdes av Malcolm X eftersom den implicerade att det var bättre att se mer vit ut än att bibehålla en afrofrisyr (och givetvis också på grund av processens hälsorisker).
Idag är conk i princip helt försvunnen, även om kvinnliga afroamerikaner fortfarande använder sig av relaxer för att räta ut sitt hår.